# Kusuma aethiopica
Kusuma aethiopica är en insektsart som beskrevs av Hesse 1925. Kusuma aethiopica ingår i släktet Kusuma och familjen Tropiduchidae. Inga underarter finns listade i Catalogue of Life.